# Galagoides thomasi
Espèce
Répartition géographique
Statut de conservation UICN

LC : Préoccupation mineure
Galagoides thomasi est une espèce de Primates de la famille des Galagidae.

## Distribution
Galagoides thomasi se rencontre au Bénin, au Cameroun, en Côte d'Ivoire, au Gabon, au Ghana, en Guinée équatoriale, au Kenya, au Nigeria, en Ouganda, au Rwanda, en République du Congo, en République démocratique du Congo, en Sierra Leone, au Sénégal, en Tanzanie, au Togo et en Zambie.
Sa présence incertaine en Angola, au Burundi, en Guinée-Bissau, en Guinée, au Liberia, en République centrafricaine et au Soudan du Sud.

## Systématique
Le nom valide complet (avec auteur) de ce taxon est Galagoides thomasi (Elliot, 1907).
L'espèce a été initialement classée dans le genre Galago sous le protonyme Galago thomasi Elliot, 1907.
Galagoides thomasi a pour synonyme :
- Galago thomasi Elliot, 1907